# 公司化
公司化（英語：Corporatization）是指將國有資產、政府機構、公共組織或市政組織轉變為法人團體的過程。公司化过程涉及采纳和应用工商管理经验，并通过为原组织创建股权结构来实现所有权与管理层的分离。公司化的最终结果是创建政府掌握股票多数权的国有企业（或其他政府级别的公司，例如市政公司）。公司化的目的是为了提高组织的效率，使其业务商业化，并将公司和业务管理技术引入公共职能，或最终建立一个部分或全部民营企业。
在国家层面最为常见的改革为公路、鐵路、港口、能源以及通訊廣播等。

## 案例

### 臺灣
已完成的案例
- 國軍退除役官兵輔導委員會榮民工程事業管理處 → 榮民工程股份有限公司
- 經濟部臺灣製鹽總廠 → 臺鹽實業股份有限公司
- 交通部公路局 → 臺灣汽車客運股份有限公司（業務分割，原單位未解散）
- 財政部臺灣省菸酒公賣局 → 臺灣菸酒股份有限公司
- 交通部郵政總局 → 中華郵政股份有限公司（2003年）
- 交通部電信總局 → 中華電信股份有限公司（業務分割，原單位未解散）（1996年）
- 交通部港務局 → 臺灣港務股份有限公司（政企分離，港務經營業務合併成立臺灣港務股份有限公司，而航務行政業務則另整合成立交通部航港局）
- 交通部桃園國際航空站 → 桃園國際機場股份有限公司
- 交通部臺灣鐵路管理局 → 國營臺灣鐵路股份有限公司（2024年）

### 日本
- 國鐵→日本鐵道(JR）
- 日本專賣公社→日本菸草產業株式會社（JT）
- 日本電信電話公社→日本電信電話株式會社（NTT）
- 日本郵政公社→日本郵政
- 日本道路公團→東日本高速道路株式會社、中日本高速道路株式會社、西日本高速道路株式會社及日本高速道路保有、債務返濟機構
- 新東京國際機場公團→成田國際機場株式會社

### 中国大陆
此处仅列出直接前身为国务院组成部门、国务院直属机构和国务院部委管理的国家局的企业。现存企业以粗体显示。
- 中华人民共和国石油工业部→
  - 中国石油天然气总公司（中国石油天然气集团有限公司）
  - 中国石油化工总公司（中国石油化工集团有限公司）
  - 中国海洋石油总公司（中国海洋石油集团有限公司）
- 国家建筑工程总局→中国建筑工程总公司（中国建筑集团有限公司）
- 中华人民共和国核工业部→中国核工业总公司（中国核工业集团有限公司）
- 中华人民共和国第六机械工业部→中国船舶工业总公司（后拆分为中国船舶工业集团公司和中国船舶重工集团公司，现重组为中国船舶集团有限公司）
- 中华人民共和国航空航天工业部→
  - 中国航空工业总公司（原中华人民共和国航空工业部，现中国航空工业集团）
  - 中国航天工业总公司（原中华人民共和国航天工业部，现分拆为中国航天科技集团有限公司和中国航天科工集团有限公司）
- 国家邮政局（政企分开，原单位未解散）→中国邮政集团公司（中国邮政集团有限公司）
- 中国民用航空局（政企分开，原单位当时尚未解散）→
  - 中国国际航空公司（中国国际航空股份有限公司，继承原中国民航的航空代码）
  - 中国西南航空公司（后并入中国国际航空）
  - 中国东方航空公司（中国东方航空集团有限公司）
  - 中国西北航空公司（后并入中国东方航空）
  - 中国南方航空公司（中国南方航空集团有限公司）
  - 中国北方航空公司（后并入中国南方航空）
- 中国人民银行（业务分割，原单位未解散，分离储蓄与信贷业务后成立中国工商银行）→中国工商银行（中国工商银行股份有限公司）
- 中華人民共和國鐵道部→中国铁路总公司（中國國家鐵路集團有限公司）

### 
- 铁道厅→
  - 韓國鐵道设施公团（铁路基础设施建设与维护，铁路技术管理、开发与维护）
  - 韓國鐵道公社（铁路运营）

### 新加坡
- 新加坡文化部廣播署→今新傳媒集團
- 新加坡電話局→今新加坡電信
- 新加坡港务局（政企分割，其行政業務改為海事及港务管理局）→今新加坡国际港务集团（原新加坡港務局港口服務部門）
- 新加坡公共事业局（电力与天然气部门）→ 今新加坡能源有限公司

## 影響

### 台灣
因為在公司化後其待遇可自己訂，例如中華民國交通部旗下所屬單位中華郵政，但中華郵政也曾因公司化而產生同工不同酬之問題；台鐵曾因公司化相關爭議而發動依法休假活動而使鐵路全面停駛。